# Lebiasina taphorni
Lebiasina taphorni is een straalvinnige vissensoort uit de familie van de slankzalmen (Lebiasinidae). De wetenschappelijke naam van de soort is voor het eerst geldig gepubliceerd in 2004 door Ardila Rodríguez.